# Anneau de la Mémoire - Mémorial international de Notre-Dame-de-Lorette
L'Anneau de la Mémoire - Mémorial international Notre-Dame-de-Lorette, est un monument commémoratif du centenaire de la Grande Guerre élevé sur le site de la nécropole nationale de Notre-Dame-de-Lorette à Ablain-Saint-Nazaire dans le département du Pas-de-Calais.

## Historique
Le mémorial, est établi sur la colline, au sud-est de la nécropole, sur un terrain de 2,2 ha cédé à la région Nord-Pas-de-Calais par le ministère des Armées, dans le cadre d’une convention signée le 13 avril 2011,.

## Monument

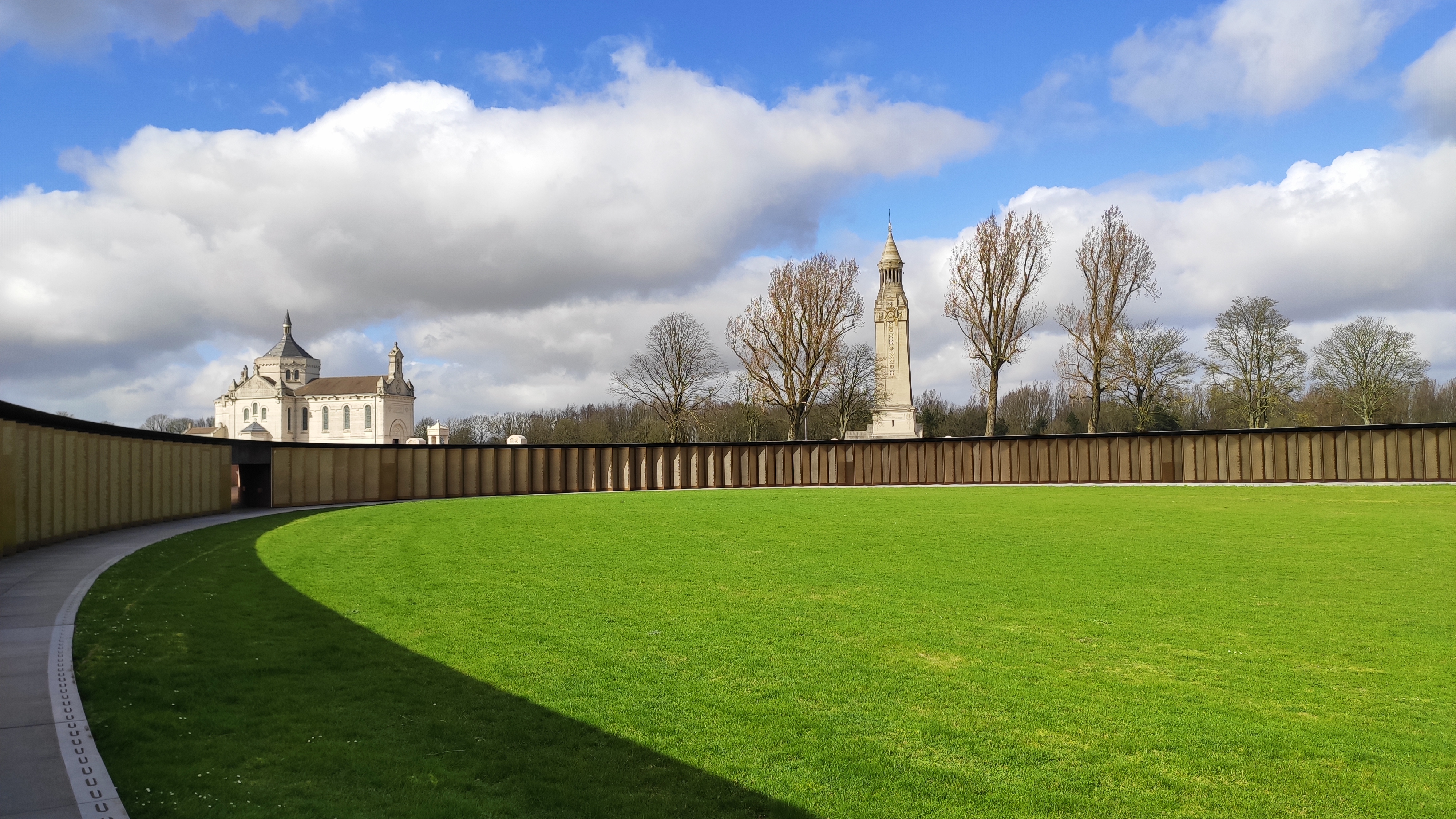
Vue de la Nécropole depuis l'anneau.

Le mémorial, conçu par l'architecte Philippe Prost, consiste en un anneau d'un périmètre de 345 m, pesant 300 tonnes, avec une œuvre-lumière nocturne de LED intitulée La grande veilleuse réalisée par l'artiste Yann Toma, présentant en sa face intérieure 500 panneaux dorés (dont 499 gravés) d'environ 3 mètres de haut sur lesquels sont inscrits les noms des soldats par ordre alphabétique, sans distinction de nationalité, de grade ou de religion. Les noms sont écrits avec des caractères de 12 millimètres de hauteur. Le premier de la liste est « A Tet », un Népalais de l'armée britannique ; la dernière inscription mentionne « Zywitz Rudolf », un Allemand. Le graphisme a été confié à Pierre Di Sciullo, typographe français, qui a conçu pour l'occasion le caractère typographique "Le Lorette". Le parc à l’intérieur et à l’extérieur de l'anneau est dessiné par le paysagiste français David Besson-Girard.
La liste des noms de 579 620 tués sur les 90 kilomètres de front du Nord-Pas-de-Calais entre 1914 et 1918, représentant 40 nationalités, a été dressée à partir des données fournies par chaque nation, principalement grâce aux archives françaises, britanniques et allemandes :
- la base fournie par la Commonwealth War Graves Commission rassemble 241 214 noms de combattants issus de l’ancien empire britannique, inhumés dans quelque 800 cimetières militaires de la région ;
- le Volksbund Deutsche Kriegsgräberfürsorge (VDK) allemand en a transmis 173 876 ;
- la liste française de 106 012 noms intègre les combattants de l’ancien empire colonial (Algériens, Sénégalais, Indochinois…) et ceux de la Légion étrangère « morts pour la France », dont 59 Suisses, des Chiliens et des Argentins.

La liste comporte aussi les noms de 2 326 Belges, 2 266 Portugais, 1 037 Russes, 6 Américains, etc.
Les noms sont consultables dans la base de données du Centre d'histoire du Mémorial 14-18 situé en contrebas de l'Anneau de la Mémoire à Souchez. Des tablettes tactiles permettent de consulter les informations concernant les soldats tombés sur le sol du Nord-Pas-de-Calais : nom de chaque soldat, sa date de naissance, son bureau de recrutement, sa date de décès et son lieu d'inhumation sont accessibles pour les nations ayant combattu durant la Grande Guerre. La fiche matricule originale numérisée accompagne ces informations pour l'armée française.
Le 11 novembre 2018 est dévoilée une 500e plaque, dite plaque des « oubliés » sur laquelle quatorze noms sont ajoutés et le 11 novembre 2024, seize nouveaux noms sont dévoilés, ce qui porte le nombre total de noms inscrits à 579 636.

### Distinction architecturale
L'œuvre d'architecture et son parc reçoivent du jury de la 32e édition des prix d’architecture de la revue Le Moniteur qui a décerné son Équerre d’argent dans la catégorie « culture, jeunesse et sport ». Le parc paysager est récompensé en 2016 lors de la cérémonie des Victoires du paysage, parrainée par Erik Orsenna, en recevant le prix spécial Mémoire décerné par l'association Val'Hor.

## Inauguration
Le mardi 11 novembre 2014, François Hollande, président de la République française, inaugure l'Anneau de la Mémoire. À cette occasion, il dévoile une plaque au milieu de la pelouse de cet Anneau de la Mémoire, puis il participe au ravivage de la flamme devant la tour-lanterne de la nécropole nationale de Notre-Dame-de-Lorette.

## Symbole
« Nous rentrons dans cet anneau de la mémoire comme par une saignée dans la terre ; pour connaître de façon lointaine ce qu’ont vécu les soldats. »

— Yves Le Maner, historien, 

« À travers notre projet, nous avons voulu donner une forme à la fraternité, une expression à la paix, allier l’art et la nature pour les mettre au service de la mémoire. »

— Philippe Prost, architecte, Mémorial international de Notre-Dame-de-Lorette, les édifiantes éditions, Paris 2014

« D’un seul regard, on a l’incarnation de la mort de masse, mais on a aussi des individus qui ont existé ; tous ces gens avaient du talent, de l’intelligence perdus pour l’humanité. »

— Yves Le Maner, historien, 
"Ce monument, conçu par l’architecte Philippe Prost, est un objet d’une grande force esthétique et symbolique. Il évoque la mort de masse qui a frappé sur les champs de bataille de la Flandre française et de l’Artois entre 1914 et 1918, tout en restituant le destin individuel de 580 000 hommes venus de la Terre entière, amis et ennemis d’hier réunis à présent dans une fraternité posthume : leurs noms seront présentés par ordre alphabétique, sans distinction de nationalités, de races, de religions.
En adoptant la forme de l’anneau, symbole de l’unité, l’architecte a voulu souligner la fraternité qui règne aujourd’hui entre les peuples qui furent les belligérants de la Grande Guerre ; mais en plaçant une partie de l’ellipse en porte-à faux au-dessus du vide, il a aussi voulu souligner la fragilité d’une situation de paix inédite dans l’histoire millénaire du « Vieux continent »".